# Hirokazu Ishihara
Hirokazu Ishihara (født 26. februar 1999) er en japansk fodboldspiller, som spiller for den japanske fodboldklub Avispa Fukuoka.